# Hornchurch
Hornchurch is een wijk in het Londense bestuurlijke gebied Havering, in de regio Groot-Londen. In de wijk speelt voetbalclub AFC Hornchurch haar thuiswedstrijden.

## Geboren
- Freddie Sears (1989), voetballer